# Wyganowo (województwo zachodniopomorskie)
Wyganowo (niem. Kuhhagen) – wieś w Polsce położona w województwie zachodniopomorskim, w powiecie białogardzkim, w gminie Karlino. W latach 1975–1998 wieś należała do województwa koszalińskiego. W roku 2007 wieś liczyła 42 mieszkańców. Miejscowość wchodzi w skład sołectwa Mierzyn. Najbardziej na północ położona miejscowość zarówno gminy jak i powiatu.

## Geografia
Wieś leży ok. 3 km na północ od Mierzyna.

## Historia
Miejscowość powstała w 1804 r., w wyniku podzielenia dóbr w Mierzynie. Utworzono dobro ziemskie o powierzchni 1 355 mórg. Jednym z właścicieli majątku był Carl Wahrendorff. 

## Zabytki
Do wojewódzkiego rejestru zabytków wpisany jest:
- park dworski z końca XIX wieku, o pow. 1,3 ha został założony w stylu eklektycznym i krajobrazowym, w bezpośrednim otoczeniu dworu. Tworzyły go drzewa rodzime rosnące w części wjazdowej z aleją kasztanowców. Wnętrze wykorzystano na sad i ogród warzywny. Około 1920 r. na obrzeżu dosadzono świerki, brzozy, kasztanowce, a na środku otwartej płaszczyzny buk pospolity i leszczynę, która obrastała altankę. Obecnie teren parku nie jest ani pielęgnowany, ani użytkowany – jest zdziczały.

inne zabytki:
- Dwór w Wyganowie został wzniesiony w pierwszej połowie XIX wieku w najwyższym punkcie lekkiego wzniesienia, poniżej dworu wybudowano budynki gospodarcze i czworaki chłopskie. W połowie XIX wieku mieszkało w nich 82 osoby. Po 1950 r. dwór został przebudowany.